# Sciponacris trichilae
Sciponacris trichilae är en insektsart som beskrevs av Marius Descamps 1978. Sciponacris trichilae ingår i släktet Sciponacris och familjen gräshoppor. Inga underarter finns listade i Catalogue of Life.